# Панчаревски минерален извор
Находище на минерална вода „Панчарево“ се намира на 12 km югоизточно от центъра на София, на брега на Панчаревското езеро.
То е разположено в периферията на Софийската котловина, в подножието на Витоша, в непосредствена близост северно до едноименното селище, което е балнеологичен курорт от местно значение. Минералната вода от Панчарево е една от известните в района на София и е изключителна държавна собственост, съгласно публикувания закон за водите, ДВ бр, 67 от 1999 г. Тя е основен лечебен фактор в курорта и се използва още от дълбока древност.
Запазените две оброчни плочки, изобразяващи барелефите на трите нимфи – символи на влагата, плодородието и продължителниия дъжд, както и на бога-лекар Асклепий, съхранявани в Националният исторически музей свидетелстват, че изворите са били познати и ценени още в римско време. Изворните групи са две, единия (каптиран) на дъното на езерото в поречието на река Искър, а другия в чешма до сградата на Панчаревската баня. Минералната вода е гореща (47,7 °C), с дебит 12 l/s, слабо минерализирана (0,495 g/l), хидрокарбонатнокалциева и магнезиева. Индикациите на курорта включва следните заболявания: на опорно-двигателния апарат, на периферната нервна система, гинекологични, бъбречно-урологични и стомашно-чревни.

## История
Подробна информация за изворите в книгата си: „Панчаревските минерални извори и курорта Панчарево“ с предговор от известния професор Ватев по-късно дава д-р Александър Сметанин, който през 30-те години на XX век е участъков лекар на община Панчарево. През 1936-37 г. е извършен каптаж на минералната вода от инж. Б. Радославов. След оглед на терена се установява наличието на три отделни минерални извора, около сега съществуващата баня. Тръгвайки по основния от тях, с дебит 80 l/min. била прокарана една галерия, с дължина 11 m. На четвъртия метър от тази галерия дебитът на водата започнал бързо да се увеличава и на 08.07.1937 г. минералният извор избликнал с целия си дебит и температура, а именно: T=47,2 °C и D=262,5 l/m. В момента на избликване всички други извори в западната термална зона пресъхнали. Многобройните извори по лявия бряг на река Искър са били каптирани през 1937-1938 г. и прекаптирани през 1959 г., с помощта на събирателна галерия. Температурата на водата е 48 °C. През 1956 г., преди завиряване на Панчаревското езеро, е изградена каптажна шахта, която хваща водите на изворите в коритото на реката (39 °C). Кулата е разположена над нивото на езерото, известна днес като „Гъбата“. По стълби се отива до извора, от който водата се изважда с помпа и използва в банята. Минералната вода от галерията в Панчарево е хипертермална. В състава и преобладават йони на хидрокарбонатите, калция и магнезия. Концентрацията на натриеви йони е ниска – под 20 мг/л. Това, както и концентрациите на нитрати, нитрити, флуорид и микробиологичната чистота на водата, я пречисляват в групата на слабоминерализираните, бедни на натрий минерални води. Този тип води са подходящи за приготвяне храна на кърмачета и малки деца и за провеждане бедна на натрий диета.
През повече от сто годишния период на изследване минералната вода има практически постоянен физико-химичен състав и свойства. Като цяло измененията не надвишават + 20 %. Във водата не се установяват неорганични съединения на азота като нитрити и амоний. Количеството на нитратите (2-3 мг/л) е много по-ниско от допустимите норми (45 мг/л). Минералната вода от Панчарево е проучена за антропогенни замърсители като феноли, хлорирани въглеводороди, детергенти, пестициди, хербициди, омекотители. Водата показва безупречна чистота по отношение на повече от 60 единични органични съединения. Стойностите на микрокомпонентите, радиологичните и микробиологичните показатели на водата отговарят на изискванията на нормативните документи за минерални води (БДС 14947-80 „Води натурални минерални питейни“, Наредба на МЗ 14/87,95, Наредба на МЗ 6/95) и чуждестранни (Директива на ЕС 80/777 за минерални води, Наредба на Германия за минерални, изворни и трапезни води и др.). Минералната вода от Панчарево след охлаждане отговаря на изискванията и на БДС 2823-83 „Вода за пиене“ и Директива на ЕС 80/778 за питейни води. Двата извора – от галерията и от кулата в езерото се различават главно по температурата.
Първата масивна постройка на банята в Панчарево е от 1903 г., и е просъществувала до 1943 г. През 1945 г. е завършена днешната сграда на банята, върху старите римски основи, при строежа на която също са открити много ценни експонати, постъпили в НИМ. Днес част от минералната вода се използва за рехабилитация и отдих в балнеолечебния комплекс и близкия минерален басейн, но все още големият потенциал на изворите не се използва пълноценно. Реални са възможностите за разширение и модернизиране на сградата на банята, доизграждане на съществуващия профилакториум, захранен с минерална вода, както и създаване на малко предприятие за бутилиране при самия извор. Поради високата температура на водата енергията и може да се използва за отопление и водоснабдяване на близките обекти.